# 大西洋水珍魚
大西洋水珍魚為輻鰭魚綱水珍魚目水珍魚科的其中一種，為深海底棲性魚類，分布於東大西洋區，從蘇格蘭、愛爾蘭至挪威、北海；西大西洋區，包括冰島、格陵蘭及加拿大海域，水深140-1440公尺，體長可達70公分，棲息在底層水域，成小群活動，以片腳類、烏賊、櫛水母等為食，從4月到7月產卵，會季節性洄游，可做為食用魚。

## 扩展阅读
維基物種上的相關：大西洋水珍魚